# Gates to Purgatory
Gates to Purgatory ist das Debütalbum der 1976 gegründeten deutschen Band Running Wild. Das Album ist dem Heavy Metal beziehungsweise Speed Metal zuzuordnen und wurde 1984 von Noise Records veröffentlicht.

## Entstehung
Im Jahr 1983 hatte die Band das Lied Adrian (S.O.S.) für die Kompilation Rock from Hell aufgenommen, Live-Versionen von Genghis Khan und Soldiers of Hell waren auf der inoffiziellen Demo-Kassette Heavy Metal Like a Hammerblow erschienen. Im Juni 1984 wurde Gates to Purgatory von Horst Müller im Caet Studio aufgenommen. Die Gitarrenläufe wurden dabei jeweils doppelt eingespielt. Die Produktion im DMM-Verfahren übernahm die Band selbst.

## Titelliste
1. Victim of States Power – 3:36
2. Black Demon – 4:25
3. Preacher – 4:22
4. Soldiers of Hell – 3:23
5. Diabolic Force – 4:58
6. Adrian S.O.S. – 2:49
7. Genghis Khan – 4:11
8. Prisoner of Our Time – 5:22

1988 erschien das Album auf CD, wobei der Veröffentlichung die Lieder Walpurgis Night (das wegen des Zustandes des Masterbandes gegen Ende abrupt abbricht) und Satan von der EP Victims of State Power hinzugefügt wurden.

## Kritiken
Bert Banger vom deutschen Metal Hammer bezeichnete Gates to Purgatory als „eine der besten Heavy Metal Scheiben, die ich mir in diesem Jahr durchs Hörgerät gejagt habe“; nicht wegen der Geschwindigkeit, sondern „gerade weil diese LP abwechslungsreicher als die gewöhnlichen “Bläck Meddel” Pressungen ist“; die Musiker hätten „nach dem geringfügig mißratenen Debüt auf den “Rock from Hell” und “Death Metal” Samplern“ gezeigt, „daß sie in der Lage sind, auch absolut professionell zu arbeiten, wenn man ihnen nur die Möglichkeit dazu gibt.“ Auch eine Vorstellung von Running Wild im Abschnitt Bands im MH-Portrait betonte ihren technischen Fortschritt und „[d]aß Black Metal […] mehr sein kann als Hochgeschwindigkeitstiraden“. Die Zuordnung zum Black Metal erfolgte wegen der okkulten Texte; wegen dieser wurde den Musikern nachgesagt, Satanisten zu sein. Wie bei vielen anderen Metal-Bands der 1980er-Jahre auch, trafen diese Gerüchte jedoch nicht zu; die Texte standen im Widerspruch zum Glauben des damaligen Gitarristen Preacher: Während der Metal Hammer ihn als „satanistischen Vordenker“ bezeichnete, studierte Preacher damals Theologie und wurde später evangelischer Pfarrer in Köln.